# Boscs humits tropicals de terres baixes d'Illes Almirallat
Els Boscs humits tropicals de terres baixes d'Illes Almirallat és una ecoregió terrestre situada sobre un grup de divuit illes de l'Arxipèlag de Bismarck conegudes com a Illes de l'Almirallat o com a Illes Manus, pel nom de la major de les illes que la componen. Les illes formen la província de Manus de Papua Nova Guinea. El codi atorgat pel Fons Mundial per la Natura (FMN) a aquesta ecoregió és AA0101.

## Clima
Durant tot l'any, la temperatura es troba al mateix nivell, al voltant dels 30-32 ° C durant el dia i al voltant dels 20-24 ° C a la nit. Cada any hi ha una mitjana de 3.382 mm de pluges. Els mesos més plujosos de l'any són de juny a agost.

## Fora i fauna
A causa de la ubicació aïllada, les selves tropicals de les Illes de l'Almirallat alberguen espècies rares i endèmiques d'aus, ratpenats i altres animals, i es consideren una ecoregió separada, les selves pluvials de les Illes de l'Almirallat. La majoria dels boscos de Manus encara romanen, però algunes de les illes més petites han estat netejades per cultivar cocos. Les espècies arbòries típiques pertanyen als gèneres Calophyllum i Sararanga.
L'àrea de gestió de fauna salvatge de Ndrolowa, de 58,5 km², es va crear el març de 1985 al sud de Lorengau, a l'illa Manus, i conté tant regions terrestres com marines. S'ha establert una altra àrea protegida de 240 km² al voltant de la muntanya més alta de Manus, la muntanya Dremsel, però el nivell de protecció roman indeterminat a la base de dades mundial del PNUMA sobre àrees protegides.
Tres de les espècies d'ocells endèmiques de les Illes de l'Almirallat han estat catalogades com a vulnerables a la Llista Vermella de la UICN: Rhipidura semirubra, Pitta superba i Òliba de Manus (Tyto manusi). Altres tres aus són endèmiques de les Illes de l'Almirall, però es classifiquen com a no amenaçades o les que menys preocupen: Philemon albitorques, Monarcha infelix i nínox de Manus (Ninox meeki). Entre els ocells que es troben principalment però no exclusivament a les illes de l'Almirallat, es troben el megàpode de la Melanèsia (Megapodius eremita), el ptilinop de les Salomó (Ptilinopus solomonensis), el colom imperial cremós (Ducula subflavescens), la tórtora cuallarga de Brown (Reinwardtoena browni), el lloro menut de Meek (Micropsitta meeki), Zosterops hypoxanthus i la myzomela de banús (Myzomela pammelaena).
Els mamífers que només es troben aquí o en arxipèlags propers inclouen els grans ratpenats com ara l'espècie de ratpenat de la família dels pteropòdids guineu voladora de les illes de l'Almirallat (Pteropus admiralitatum), Dobsonia anderseni, Emballonura serii, mentre els purament endèmics són Spilocuscus kraemeri i un melomys local, Melomys matambuai. Les illes són llar de dues granotes Platymantis endèmiques (Platymantis admiraltiensis i Platymantis latro) i quatre sargantanes, mentre el caragol verd maragda de Manus (Papustyla pulcherrima) fou el primer caragol terrestre a ser llistat com a vulnerable per la UICN.

## Amenaces
L'ecoregió es veu amenaçada per la tala i la destrucció de l'hàbitat per l'establiment de les terres agrícoles.

## Galeria

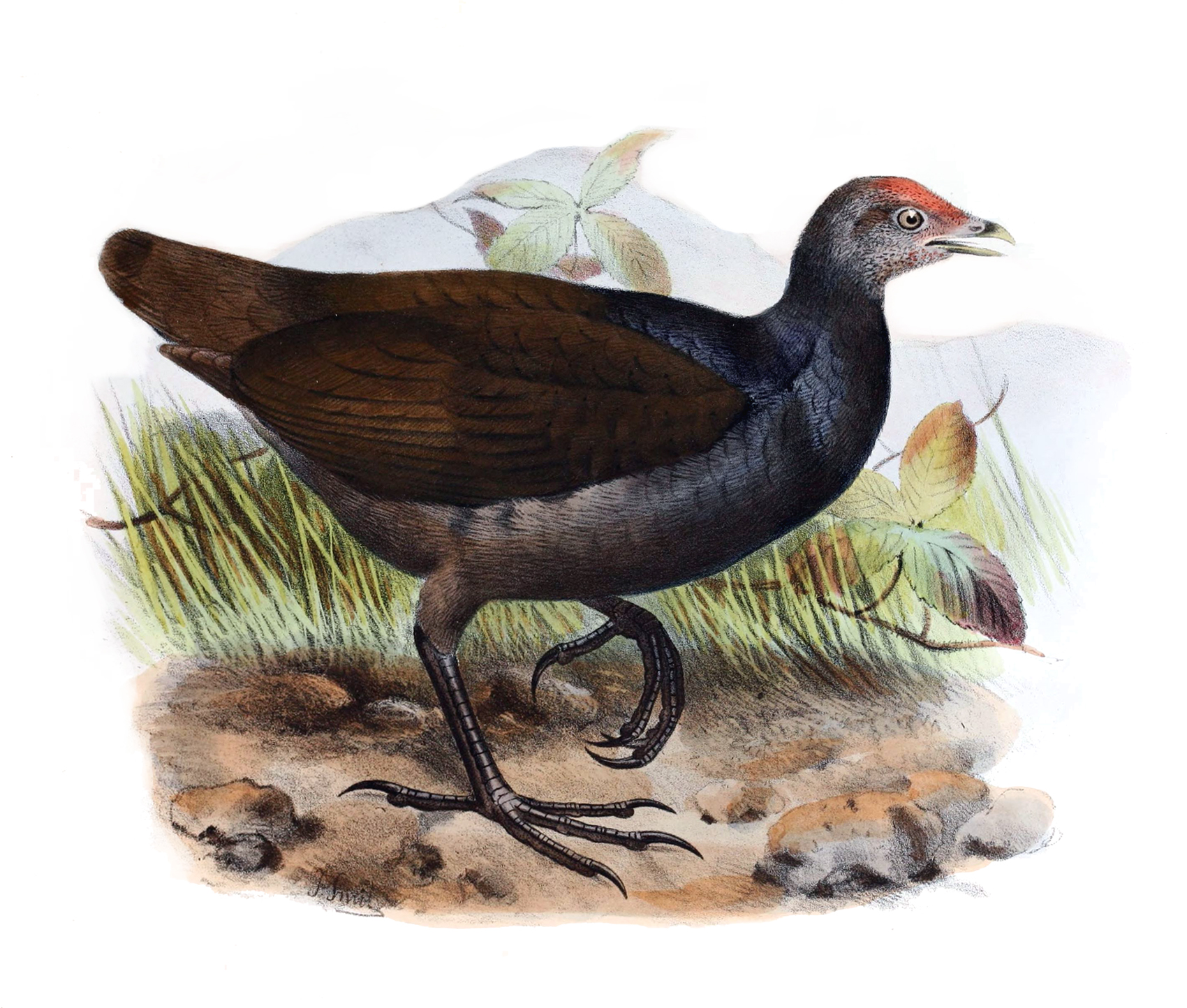
Megapodius eremita
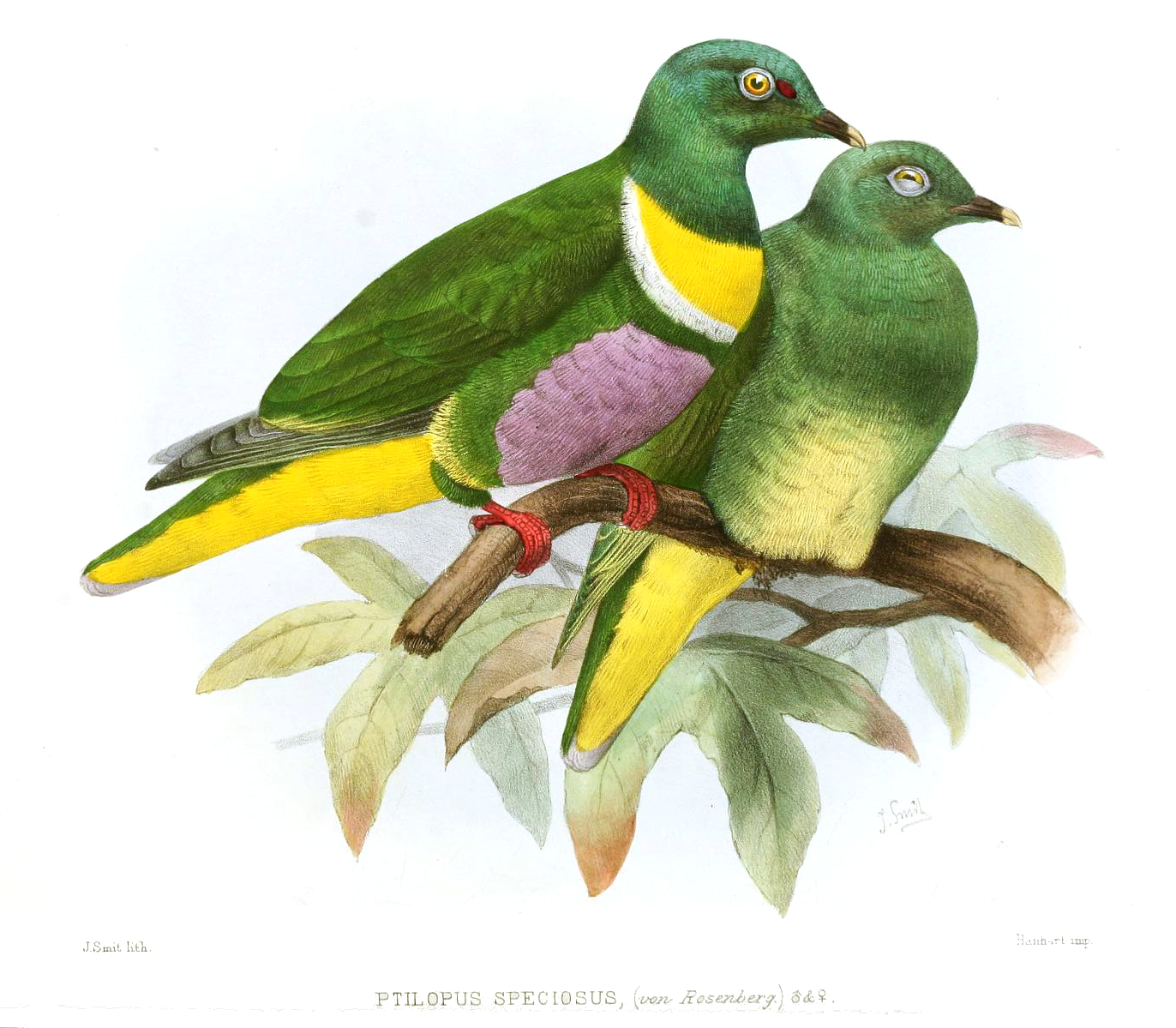
Ptilinopus solomonensis
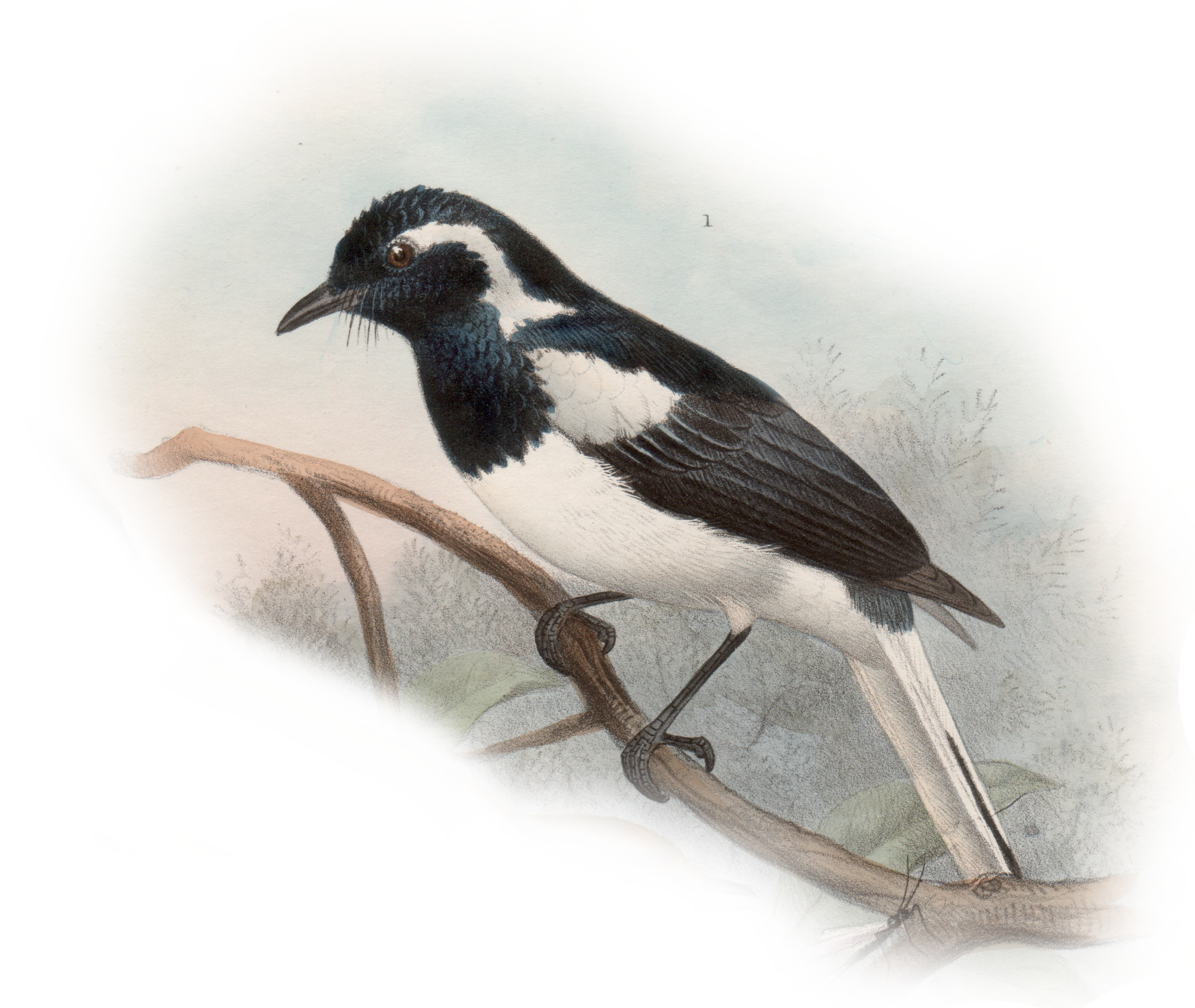
Symposiachrus infelix
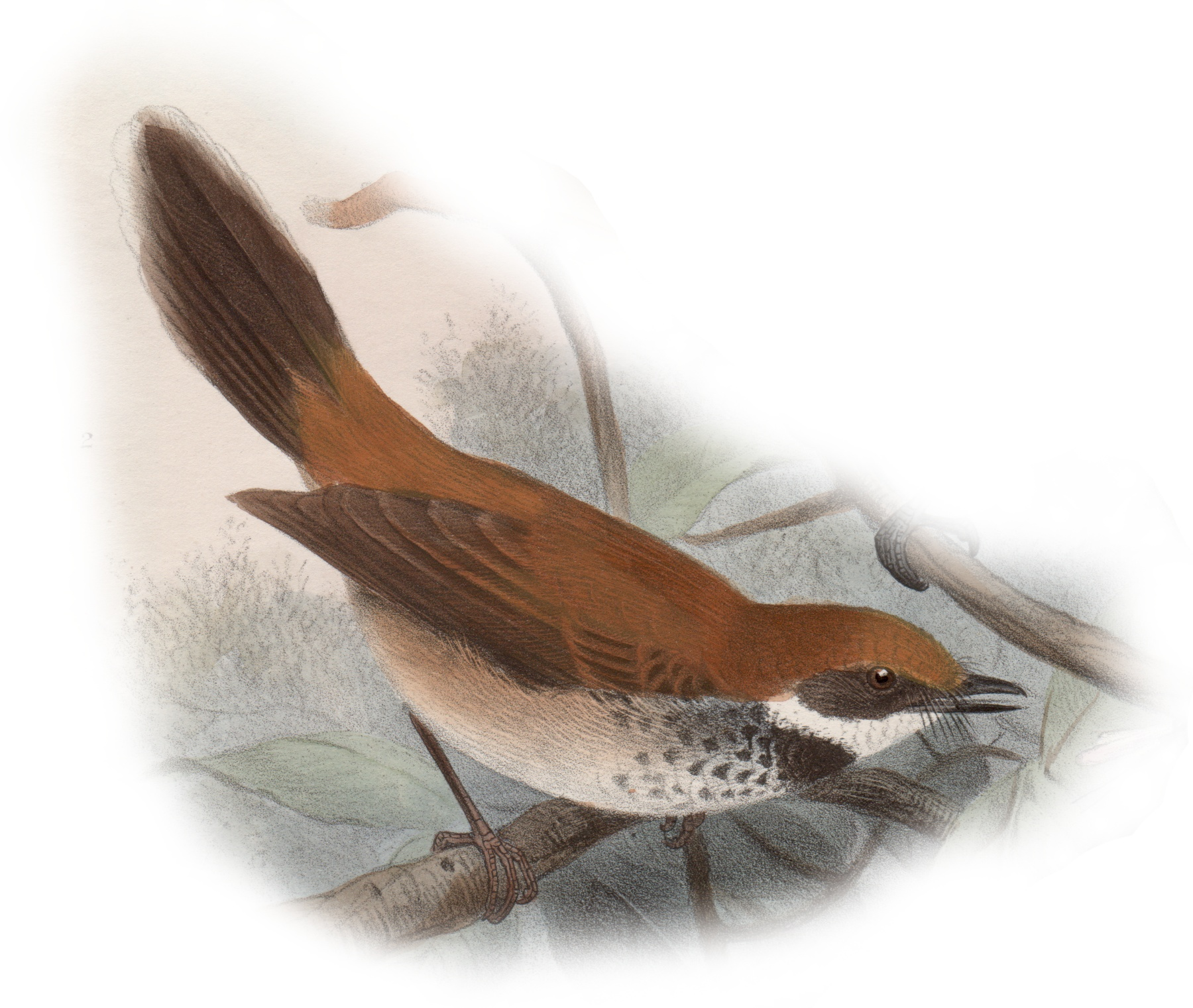
Rhipidura semirubra
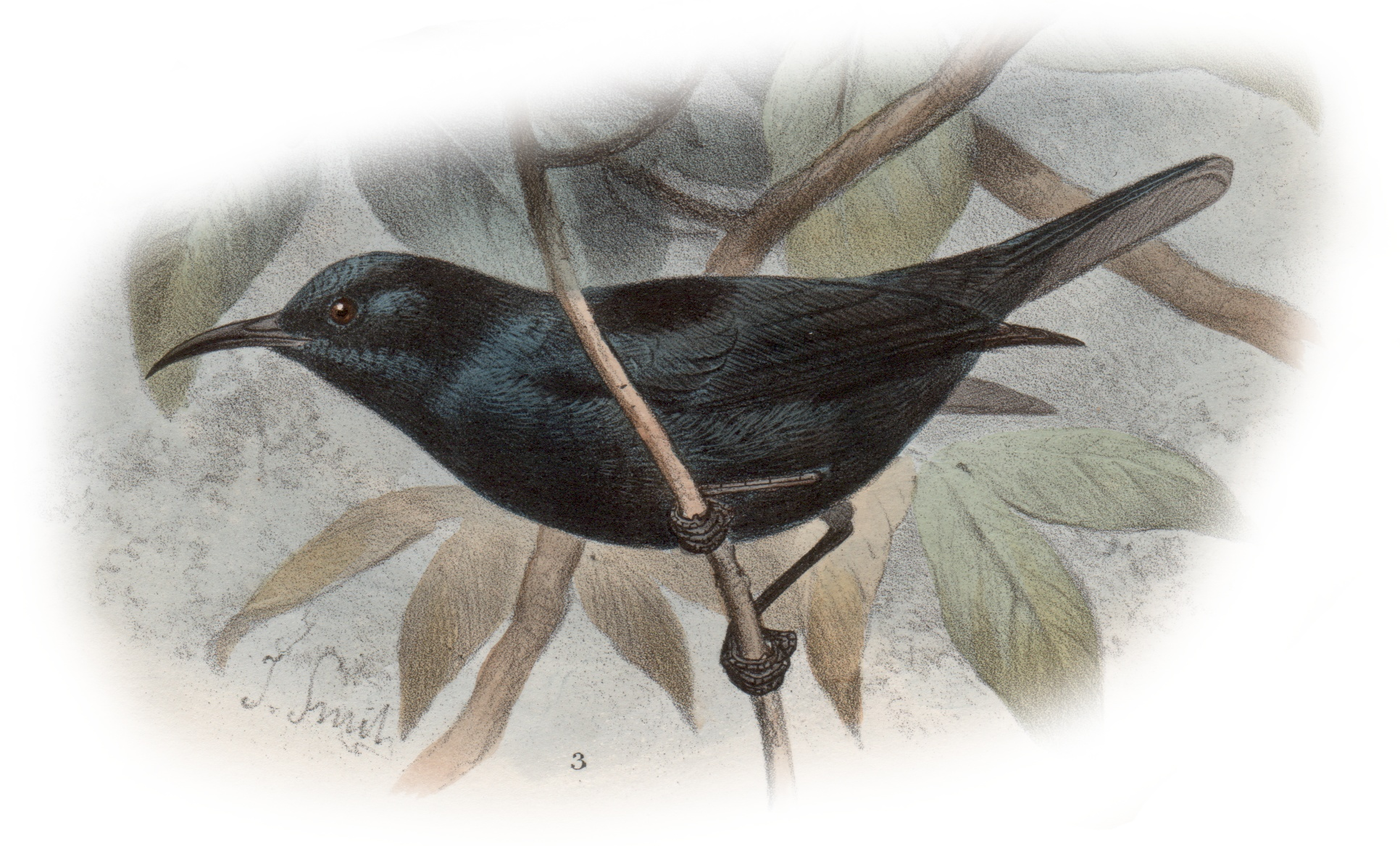
Myzomela pammelaena
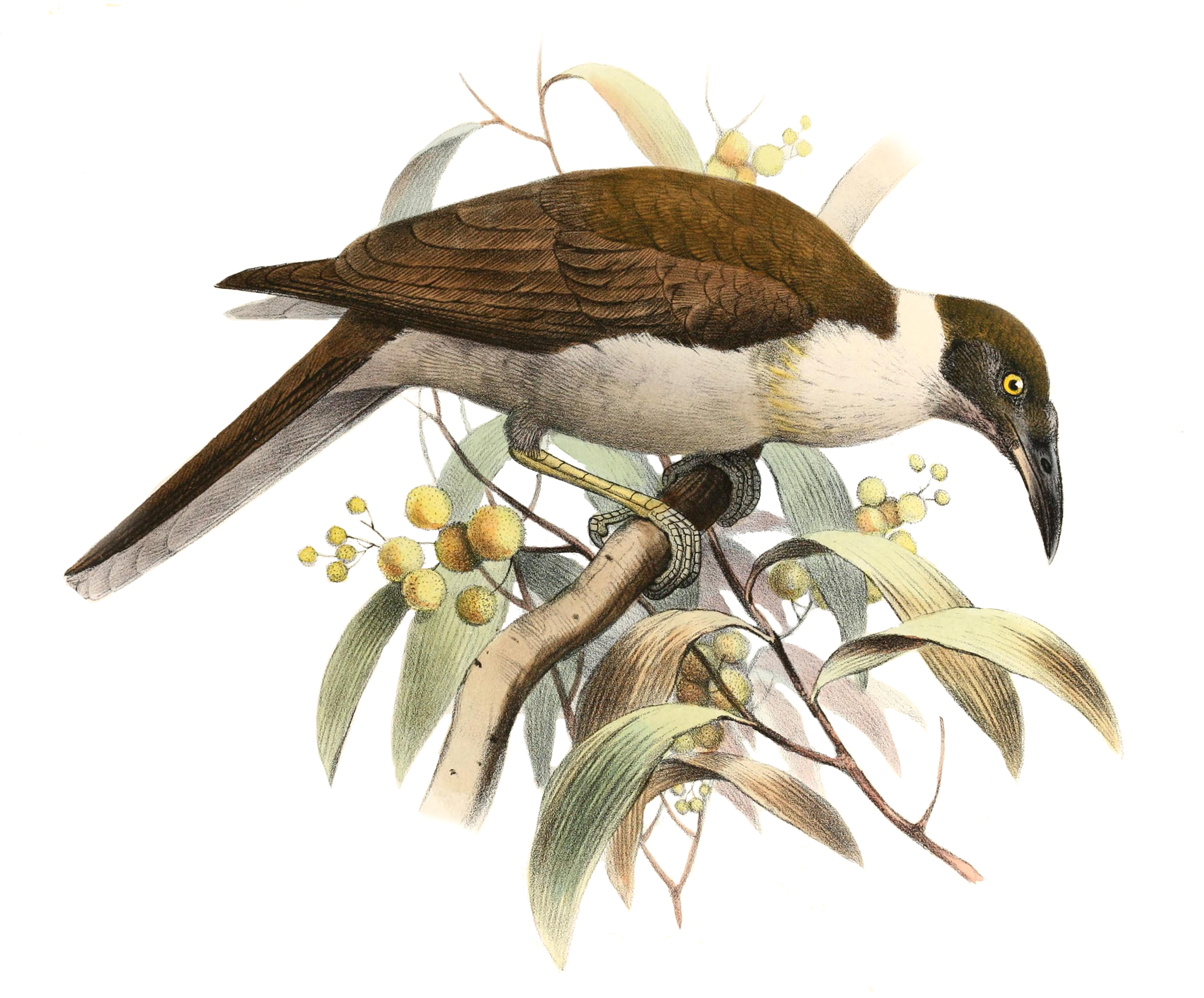
Philemon albitorques
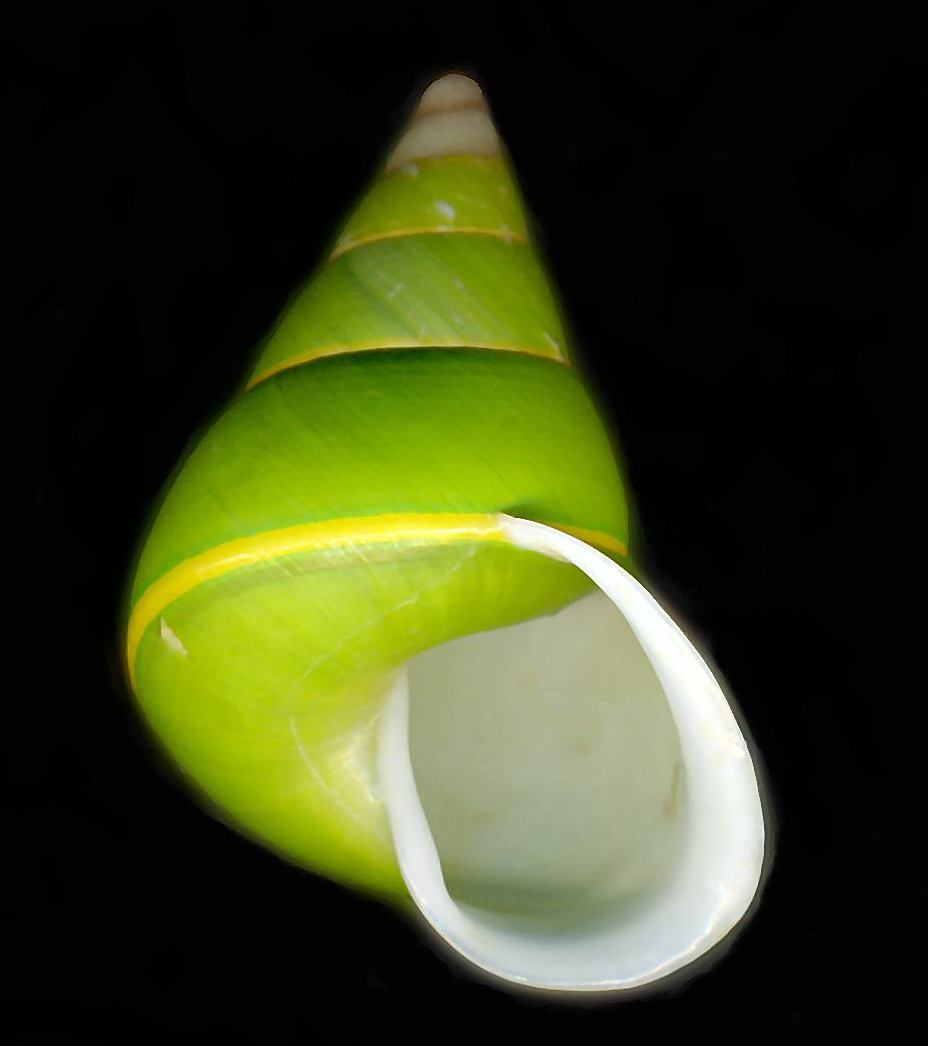
Papustyla pulcherrima